# 16794 Кукуллія
16794 Кукуллія (16794 Cucullia) — астероїд головного поясу, відкритий 2 лютого 1997 року.
Тіссеранів параметр щодо Юпітера — 3,082.